# 木卫十二
木卫十二又稱為「阿南刻」（Ananke），是木星的其中一顆衛星，它是一颗逆行的不規則卫星，在1951年被賽斯·尼克爾森於威爾遜山天文台發現，並命運女神阿南刻命名。
直到1975年前，木卫十二也沒有一個正式的名稱，它一直只有一個簡單的編號——「木星XII」。在1955年至1975年之間，人們叫它做阿德剌斯忒亚，而阿德剌斯忒亞現在是木星另一顆衛星木衛十五的名字。

## 軌道
木衛十二的軌道非常奇特，不但離心率非常的高，而且軌道也非常傾斜（高達150°）因此它被歸為不規則衛星。